# Буткевич, Любовь Алексеевна
Буткевич Любовь Алексеевна (Никулина, род. 1 октября 1924 года) — советская и российская писательница и журналистка, автор книги «Солдаты милосердия» о подвиге медиков, спасавших людей во время Великой Отечественной войны.

## Биография
Родилась 1 октября 1924 года в Закамске (сейчас — Кировский район Перми) и училась в школе № 27.
В начале Великой Отечественной войны записалась на курсы медсестёр, которые окончила в марте 1943 года.
В качестве старшины медицинской службы служила в полевом хирургическом госпитале № 5148 в составе 38-й армии Первого Украинского фронта вплоть до окончания войны, которое она встретила в Праге. Награждена орденом Отечественной войны II степени (1985), различными медалями: «За боевые заслуги» и другими.
Её отец и зять, как и она сама, возвратились с фронта, а сестра погибла во время аварии на военном заводе, где работала.
Осенью 1945 года вернулась в Пермь и ещё 16 лет работала медсестрой.
В 1961 году стала журналисткой Пермского телефонного завода и заводского радио, внештатным корреспондентом газеты «За коммунистический труд». Ряд написанных ею очерков был опубликован в журнале «Мы земляки», в газетах «Звезда», «Молодая гвардия» и «За коммунистический труд».
Статьи Л.А. Буткевич о Карпатско-Дукельской операции 1944 г. и судьбе Героя ЧССР танкиста Рудольфа Ясиока, опубликованные в журнале «Урал», газетах «Вечерняя Пермь»
На основе своих воспоминаний написала книгу «Солдаты милосердия: Записки фронтовой медсестры», изданную Пермским книжным издательством в 1987 году. Также она входила в состав редколлегии книги «Победители — потомкам», посвящённой фронтовикам и труженикам тыла, и изданной к 50-летию Победы.
В газетах «Ветеран» и «Звезда» были опубликованы статьи, осуждающие воспоминания участника войны И. Челюдских, писавшего о жестокостях военнослужащих РККА в годы Великой Отечественной войны.
Любовь Алексеевна — председатель Совета ветеранов Курской битвы
В 2005 году Любовь Алексеевна стала лауреатом фестиваля «Женщины Перми» в номинации «Защитница Отечества».

## Публикации
Книги:
- Очерк Л.А. Буткевич «По дорогам войны. Записки фронтовой медсестры» о ее службе в хирургическом полевом подвижном госпитале № 5148 в годы Великой Отечественной войны, опубликованный в литературно-художественном сборнике «Молодой человек».
- Буткевич Л. А. Солдаты милосердия: Записки фронтовой медсестры. — Пермь: Кн. изд-во, 1987. — 196 с.: ил.[6] - о боевом пути хирургического полевого подвижного госпиталя № 5148.
- Член редколлегии книги «Победители — потомкам», изданной к 50-летию Победы и посвящённой фронтовикам и труженикам тыла войны.

Статьи:
- Георгий Емельянов, Любовь Буткевич. Девчонки военной поры. // ЗВЕЗДА-ONLINE, 28 апреля 2005 г.
- Статья «Медицина Прикамья в годы войны» // газета «Вечерняя Пермь»